# سلفادور مورينو مانزانو
سلفادور مورينو مانزانو (بالإسبانية: Salvador Moreno Manzano)‏ هو مؤرخ الفن ورسام وملحن مكسيكي، ولد في ديسمبر 1916 في اوريزابا في المكسيك، وتوفي في 1999 في مدينة مكسيكو في المكسيك.